# SAKO
SAKO, Limited (Suojeluskuntain Ase- ja Konepaja Oy, Arma da Guarda Civil- e Trabalhos de Usinagem Ltd) é uma fabricante de munição e armas de fogo Finlandesa localizada em Riihimäki. 
Ela também possui a marca Tikka de rifles por ação de ferrolho desde 1983, e a partir de 2000 a SAKO passou a ser propriedade da holding italiana de armas de fogo, Beretta Holding.

## Origens
Em 1919, dois anos depois após a Finlândia declarar independência do Império russo, a Suojeluskuntain Yliesikunnan Asepaja ("Funcionários da Suprema Guarda Civil") abriu em uma antiga cervejaria Helsinki para reparar armas privadas e recondicionar fuzis militares russos para o serviço finlandês. A oficina de reparação de fuzis tornou-se financeiramente independente da guarda civil em 1921. A Suojeluskuntain Yliesikunnan Asepaja passou de Helsinki para uma fábrica de munições em Riihimäki em 1 de junho de 1927 e reorganizada como SAKO na década de 1930. Sako começou a exportar cartuchos de pistola para Suécia na década de 1930 e continuou a fabricação de cartuchos de submetralhadoras durante a Segunda Guerra Mundial.
O fabricante de armas de fogo Tikkakoski, que possuía a marca Tikka, foi fundido a SAKO em 1983. A Valtion Kivääritehdas (VKT) abriu em Tourula, Jyväskylä em 1925 se tornou Uma parte de Valmet na década de 1950 e em 1987, Valmet e SAKO pertenceram ao estado em SAKO-VALMET, com propriedade dividida uniformemente entre Nokia e Valmet. Após várias mudanças organizacionais na propriedade do estado, o nome SAKO permaneceu para a empresa proprietária de armas e cartuchos de propriedade privada localizada nas cidades de Riihimäki e Jyväskylä (antiga fábrica da Valmet em Tourula, que foi fechada mais tarde). Desde 2000 o controle da empresa é da Beretta Holding.

## Produção atual

### marcaSako
- Sako 85
- Sako A7
- Sako TRG
- Sako Quad
- Sako Finnfire II
- Sako S20

### marcaTikka
- Tikka T3x
- Tikka T1x MTR